# 소닉 젬즈 컬렉션
《소닉 젬스 컬렉션》(Sonic Gems Collection)은 2005년 게임큐브와 플레이스테이션 2로 나온 소닉 시리즈의 모음집이다. 게임으로서는 소닉 CD, 소닉 드리프트 2, 소닉 더 헤지호그 2(8비트), 소닉 R, 소닉 더 파이터즈와 소닉 스핀볼, 테일즈 스카이패트롤과 테일즈 어드벤처를 수록하고 있었으며, 벡터맨과 베어 너클, 그리고 보난자 브라더스가 숨겨져 있었다.
미국에서는 게임큐브로만 발매했는데 유럽 및 대한민국을 포함한 일부 국가는 게임큐브와 플레이스테이션2로 발매하였다.
그리고 뮤지엄에서는 소닉 메가 컬렉션에 수록되었던 소닉 더 헤지호그(16비트), 소닉 더 헤지호그 2, 소닉 더 헤지호그 3, 소닉&너클즈, 소닉 3D 블래스트, 소닉 스핀볼, 소닉 더 헤지호그(8비트), 닥터 로보트닉의 민 빈 머신, 소닉 카오스, 소닉 블래스트, 소닉 래버린스, 소닉 드리프트를 체험할 수 있게 해주었으며, 소닉 CD, 소닉 더 파이터즈, 소닉 R 등의 게임과 그림 작품들을 엿볼 수 있도록 하였다.